# 极速前进9
《极速前进9》是流行的真人秀电视系列剧《极速前进》的第九季。这一季中共有11对不同关系的选手参赛，为夺取一百万美元而环球旅行。拍摄工作从2005年11月7日开始，同年12月3日结束。节目从2006年2月28日起每星期二播出，同年5月17日完结。

## 结果
以下按照最近一站的到达次序列出了参加比赛的所有队伍：
| 隊伍            | 關係     | 排名（每段賽程） | 排名（每段賽程） | 排名（每段賽程） | 排名（每段賽程） | 排名（每段賽程） | 排名（每段賽程） | 排名（每段賽程） | 排名（每段賽程） | 排名（每段賽程） | 排名（每段賽程） | 排名（每段賽程） | 排名（每段賽程） | 路障完成狀況       |
| 隊伍            | 關係     | 1                | 2                | 3*               | 4                | 5                | 6                | 7                | 8                | 9                | 10               | 11               | 12               | 路障完成狀況       |
| --------------- | -------- | ---------------- | ---------------- | ---------------- | ---------------- | ---------------- | ---------------- | ---------------- | ---------------- | ---------------- | ---------------- | ---------------- | ---------------- | ------------------ |
| B.J. & Tyler    | 好朋友   | 2nd              | 1st              | 2nd              | 1st              | 2nd              | 5th+             | 5th              | 3rd              | 4th>             | 1st              | 1st              | 1st              | BJ 6, Tyler 5      |
| Eric & Jeremy   | 朋友     | 1st              | 2nd              | 1st              | 2nd              | 1st              | 1st              | 4th              | 1st              | 2nd              | 2nd              | 2nd              | 2nd              | Eric 6, Jeremy 5   |
| Ray & Yolanda   | 情侣     | 7th              | 5th              | 7th              | 7th              | 6th              | 3rd+             | 3rd              | 4th              | 1st              | 3rd              | 3rd              | 3rd              | Ray 6, Yolanda 6^  |
| Joseph & Monica | 情侣     | 6th              | 3rd              | 6th              | 3rd              | 3rd              | 2nd              | 2nd              | 2nd              | 3rd<             | 4th              |                  |                  | Joseph 5, Monica 5 |
| Fran & Barry    | 40年夫妻 | 8th              | 9th              | 4th              | 4th              | 4th              | 4th              | 1st              | 5th              |                  |                  |                  |                  | Fran 4, Barry 4    |
| Lake & Michelle | 夫妻     | 5th              | 7th              | 3rd              | 5th>             | 5th              | 6th+             |                  |                  |                  |                  |                  |                  | Lake 4, Michelle 2 |
| Dave & Lori     | 情侣     | 4th              | 4th              | 5th              | 6th              | 7th              |                  |                  |                  |                  |                  |                  |                  | Dave 3, Lori 2     |
| Danielle & Dani | 儿时好友 | 9th              | 8th              | 8th              | 8th<             |                  |                  |                  |                  |                  |                  |                  |                  | Danielle 1, Dani 3 |
| Wanda & Desiree | 母女     | 3rd              | 6th              | 9th              |                  |                  |                  |                  |                  |                  |                  |                  |                  | Wanda 1, Desiree 2 |
| Lisa & Joni     | 姐妹     | 10th             | 10th             |                  |                  |                  |                  |                  |                  |                  |                  |                  |                  | Lisa 0, Joni 1     |
| John & Scott    | 终生好友 | 11th             |                  |                  |                  |                  |                  |                  |                  |                  |                  |                  |                  | John 0, Scott 0    |

- 红 指该队伍已被淘汰。
- 蓝 最后到达之队伍，但由于处在非淘汰赛段，并未淘汰，但被處罰沒收除了衣物和護照以外的所有物品和現金，並且在下一賽段將不會給予任何現金以供使用。
- 绿 该队伍完成了快进任务。
- 黄色> 说明这个队伍使用了冻结；<指被冻结的队伍。

*第三赛段是一个有两个岔道任务和两个路障任务的超长赛段，分两集播出(名次为到达第二个中继站排名)。
+ Ray & Yolanda第二个到达，但他们由于在去Isthmos火车站的路上没有按照规则乘坐火车，而是搭乘公共汽车，被罚15分钟的时间，在此期间Joseph & Monica到达，所以他们的排名下降至第三。BJ & Tyler同样被罚15分钟，但这并未影响到他们的名次。Lake & Michelle本应受到同样的惩罚，但由于他们是最后一名，惩罚就免去了。
^ Ray & Yolanda在最后一个赛段没有做完路障就直接前往终点。但在第二天的《早间秀》节目透露，Yolanda来做这个路障，所以该路障计算在内。

## 奖项
个人奖项颁发给每赛段的冠军队。
- 第1段 - 该队每位选手获得10,000美元。
- 第2段 - 免费到塔希提岛旅游，一切费用由Travelocity公司承担。
- 第3段 - 免费到非洲旅游，一切费用由Travelocity公司承担。
- 第4段 - 由金霸王公司提供的数码图像礼包。
- 第5段 - 由Travelocity公司赞助的墨西哥双人游。
- 第6段 - 到荷里活欣賞達文西密碼的首映禮。
- 第7段 -免费到意大利罗马旅游，一切费用由Travelocity公司承担。
- 第8段 -免费到香港旅游，一切费用由Travelocity公司承担。
- 第9段 -两个免费租驾一年与该段比赛中出现的款式一样的梅塞德斯－奔驰机会。
- 第10段 -免费到澳大利亚旅游，一切费用由Travelocity公司承担，赛段结束后入住豪华饭店。
- 第11段 - 獲得兩個 T-Mobile Sidekick，及3年免費服務合約
- 第12段 - 一百万美元。

## 旅程
美国 →  巴西 →   俄羅斯 →  德国 →  義大利 →  希腊 →  阿曼 →   →  泰國 →  日本 →  美国

## 賽事路線

### 第1段（美国→巴西）

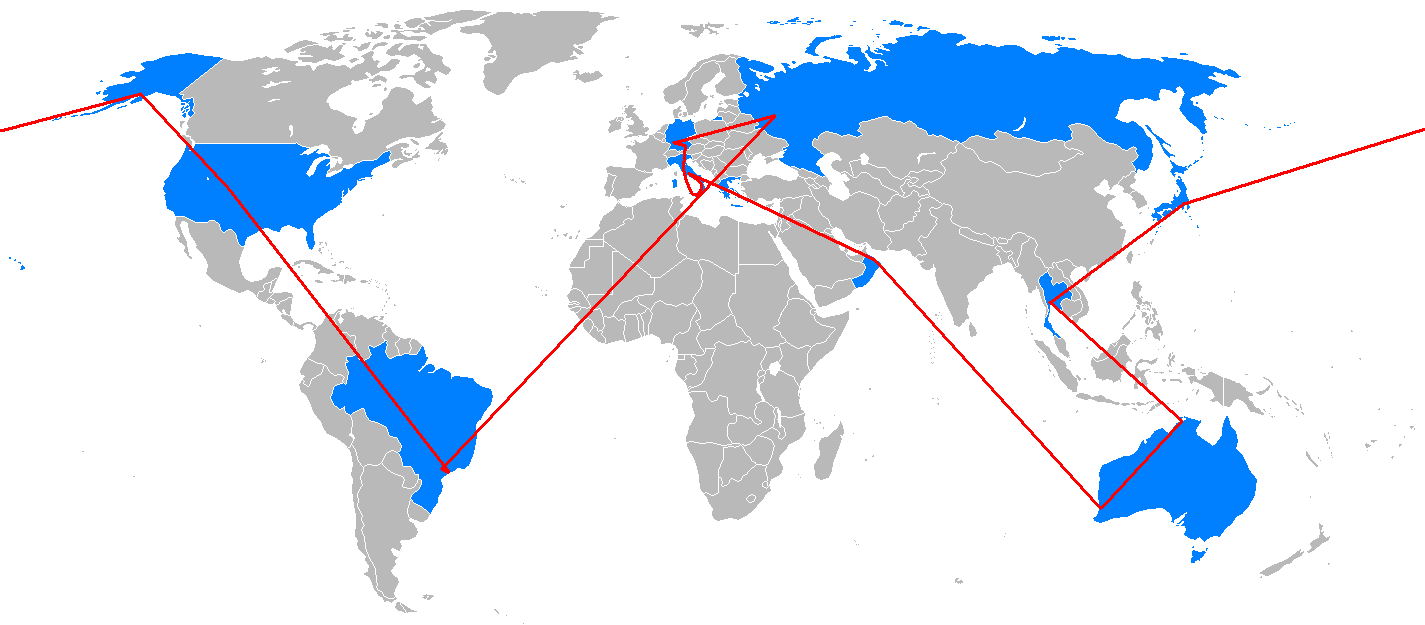
第九季路線圖。

- 美国科罗拉多州,莫里森  （红岩露天剧场）（起点）
- 丹佛（丹佛国际机场）至 巴西聖保羅（瓜鲁柳斯－安德烈·弗朗哥·蒙托罗州长国际机场）
- 圣保罗（Unique宾馆）
- 圣保罗(Viaduto Santa Efigênia)
- 圣保罗（Santa Cecilia-114A Rua Frederico Abranches）[AT1]
- 圣保罗（帕卡恩布体育场）

绕道：摩托车--队伍要前往一家车行,然后根据在组装好的摩托车自行正确组装一辆摩托车,当组装好的摩托车能够发动,就能获得下一条线索.
直升机--队伍要前往坎普-德马尔特机场,然后用飞行手册找出三座大楼的其中一座.由于三座大楼里拥有的线索数量有限，所以先到先得。找到后,队伍要乘直升机前往该大楼,在指定区域寻找下一条线索.
附加任務：
[AT1]:到达Santa Cecilia-114A Rua Frederico Abranches后,队伍要进入里面参加宗教仪式,队伍要点燃白蜡烛祈求好运,就能获得下一条线索.

### 第2段（巴西）
- 聖保羅 (科潘大厦- Bloco F)
- 聖保羅(Turístico巴士总站) 到 布罗塔斯 (Barra Funda巴士站)[AT1]
- 布罗塔斯（Fazenda Primavera da Serra （页面存档备份，存于））（葡萄牙文）

路障：一名队员要爬上大楼三座消防楼梯的其中一座.爬到顶端后,队伍要绳降至地面从而获得下一条线索.（注：爬到顶端的顺序，就是之后绳降的顺序。）
绕道：往上爬--队伍要自行驱车前往一座瀑布,然后用上升器把自己上升至瀑布的顶端,当两名队员都到达瀑布顶端后,就能获得下一条线索.
踩下去--队伍要自行驱车前往一座甘蔗园,然后将甘蔗榨成汁,之后用榨好的甘蔗汁提取出500毫升乙醇,完成后，就能获得下一条线索。但是，他们要将提取出来的乙醇加入车内，才能继续前进。
附加任務：
[AT1]:到达吐里斯可巴士总站后，队伍要撕下三班前往布罗塔斯的班车车票（10：15，11：15，12：15）。

### 第3段（巴西 → 俄羅斯→ 德國）
- 布罗塔斯（农场）[AT1]
- 布罗塔斯 (Barra Funda巴士站) 到 聖保羅(瓜鲁柳斯－安德烈·弗朗哥·蒙托罗州长国际机场)
- 聖保羅(瓜鲁柳斯－安德烈·弗朗哥·蒙托罗州长国际机场) 前往俄羅斯莫斯科（谢列梅捷沃国际机场）
- 莫斯科 (Chaika Bassein)
- 莫斯科（Novodevichiy Monastery - Smolenski Cathedral）
- 莫斯科（紅场,圣巴西尔大教堂）

路障：一名队员要换上泳衣，然后从10米高的跳台跳入水中游到另一边，之后潜入水底领取下一条线索。
绕道：刷洗--队伍要前往一座电车停车场，然后将电车里里外外都清洗干净。当司机认为清洗干净后，就能获得下一条线索。
搜索--队伍要前往一座剧院，然后在舞台上的众多俄罗斯套娃里找到里面藏有下一条线索的。
附加任務：
[AT1]:到达指定的农场后，队伍要滑过钢索到达末端，才能获得下一条线索。
- 莫斯科（谢列梅捷沃国际机场）前往 德國法蘭克福 （法蘭克福國際機場）
- 法蘭克福（法兰克福机场车站） 到 斯圖加特（斯图加特中央车站）
- 斯圖加特（梅塞德斯-奔馳總部）[AT1]
- 巴特特尔茨 (Ellbach Field)
- Geiselgasteig (巴伐利亚电影制片厂)
- 慕尼黑（Siegestor）

路障：一名队员要在草原上众多的帽子和脚里找到里面藏有漫游精灵的，找到漫游精灵后，在其底部就有下一条线索。
绕道：在开始两项任务前，队伍要穿上传统服装。
摔瓶子--队伍要交替向队友的头上敲打道具酒瓶,直到发现标签背面写有“PROST（德语：干杯）"的字样，找到后就可换取下一条线索。但是只有等到咕咕钟响起，队员才能敲一次瓶子。
打拍子--队伍要学习德国传统的Schuhplattler并在评委面前表演，如果能得到评委的满意，就能获得下一条线索。
附加任務
[AT1]：到达梅塞德斯-奔馳總部后，队伍要在名叫“死亡之墙”的试车点进行试车体验，才能获得下一条线索。

### 第4段（德國 → 意大利）
- 慕尼黑（慕尼黑機場）前往 意大利西西里岛巴勒莫（巴勒莫机场）
- 巴勒莫（马西莫剧院）
- Castellammare del Golfo（滨海小道）
- Segesta（Segesta Amphitheater）
- Segesta（Segesta神殿）

绕道：抬大钟--队伍要前往铸造厂，将一口教堂钟抬上三轮车，然后骑着三轮车前往一座楼梯前，之后将钟抬到教堂前。在那里，神父会给出下一条线索。
找衣服--队伍要前往挂满衣服的巷子，在众多衣服里找到带有比赛标记的。找到后，交给附近的一位老妇,从而换取下一条线索。
路障：一名队员要正确组装一座雕像，但队员不知道的是里面多出两块。完成后，考古学家会给出下一条线索。

### 第5段（意大利）
- 卡塔尼亞(Anfiteatro Romano)[AT1]
- 锡拉库萨 (Ponte Umbertino)
- 锡拉库萨（林仙泉）

绕道：大鱼--队伍要找到一位鱼贩，然后每名队员扛着剑鱼步行前往一座鱼市场，之后在鱼市场找到指定的鱼贩，就能获得下一条线索。
小鱼--队伍要步行前往同一家鱼市场,选个摊子卖4公斤西西里小鱼。完成后，鱼贩会给出下一条线索。
路障：一名队员要加入当地皮划艇水球队伍，他们要为自己的队伍获得一分。完成后，教练会给出下一条线索。
附加任務：
[AT1]:到达Anfiteatro Romano后，队伍要数清栏杆上的头像然后找里面找到守卫并告诉他数到的数字。如果正确，就能获得下一条线索。

### 第6段（意大利 →  希臘）
- 锡拉库萨（锡拉库萨车站）到 羅馬（特米尼车站）
- 羅馬（特莱维喷泉）[AT1]
- 羅馬（西班牙阶梯）
- 羅馬（達文西國際機場）前往 希臘雅典（雅典國際機場）
- 雅典（Ancient Agora）
- 雅典（雅典火车站）到 科林斯 (Isthmos火車站)
- Rion (Fortress of Rion)

通行证：队伍要步行前往一家餐馆，然后摔盘子直到找到里面唯一带有比赛标记的，第一支找到的队伍就可获得通行证。
路障：一名队员要站在桥上，然后完成蹦极。完成后，教练会给出下一条线索。
绕道：大力士--队伍要开车前往一座体育场，完成三项古代奥运会项目，一名队员要掷铁饼到一定距离，另一名队员要扔标枪到一定距离，最后两人要合力将摔跤手推出圈外。当三项任务完成后，就能获得下一条线索。
古希腊文--队伍要开车前往同一座体育场进入考古地点，找到九个带有希腊字母的碎片，旁观者会帮助队伍将希腊字母翻译成英文字母，从而拼出地图上的一个地名，之后就能获得下一条线索。
附加任務：
[AT1]:队伍在获得下一条线索的同时也会获得一站仿羊皮纸，上面画的是达芬奇的名画维特鲁威人的一半，另一半就在下一条线索里，第一支破解的队伍把它带到中继站，就可以获得一份惊喜。

### 第7段（希臘 → 阿曼）
- Rion 到 雅典（雅典國際機場）
- 雅典（雅典國際機場）前往 阿曼馬斯喀特（马斯喀特国际机场）
- 馬斯喀特 (Riyam Park巨型香炉)
- Sur (Baith Al Battha)
- Al Hawiyah (Shuwa Area)
- Jabrin (Jabreen Castle)

绕道：骆驼--队伍要利用滑轮系统将骆驼装上卡车，当骆驼装上卡车后，利用地图开车前往一座营地，用骆驼换取下一条线索。
瞭望塔--队伍要前往三座瞭望塔的其中一座寻找资讯盒，但不是所有的瞭望塔都有资讯盒。拿到资讯盒后，队伍要开车前往一家银器店，用资讯盒换取下一条线索。
路障：一名队员要在117个沙堆里找到里面埋有阿曼传统食物的沙堆。找到后，就能获得下一条线索。

### 第8段（阿曼 → 澳大利亚）
- 马斯喀特 (马斯喀特国际机场) 前往 澳大利亚珀斯（珀斯国际機場）
- 珀斯（Kings Park War Memorial and Eternal Flame）
- 弗里曼特尔　到　Rottnest岛
- Rottnest岛 (灯塔)
- Rottnest岛　到　弗里曼特尔
- 弗里曼特尔（弗里曼特尔监狱）
- 弗里曼特尔（Fremantle Sailing Club （页面存档备份，存于））

绕道:在开始两项任务前，队伍要骑双人车前往鲑鱼湾．
沙滩--队伍要选择一堆40根树枝，然后用树枝在沙滩上拖行。当所有树枝都拖到的有记号的沙丘，就能获得下一条线索。
海水--队伍要换上泳衣潜入水中，在众多捕虾笼里找到里面有龙虾的。找到后，每名队员要抓住一只，然后回到岸边，用龙虾换取下一条线索。
路障：一名队要要前往第4区，在众多房间里找到里面有电池和手电筒的，然后他们要找到通往地下的通道，之后在地道和水道里找到下一条线索

### 第9段（澳大利亚）
- 珀斯（天鹅钟塔）
- 珀斯（珀斯國際機場）到 達爾文市（達爾文國際機場）
- 達爾文市（Crocodylus Park）[AT1]
- 達爾文市 (Batchelor - Coomalie Creek Airstrip)
- 達爾文市（Litchfield National Park）
- 達爾文市 (Lake Bennett)

路障：一名队员要乘坐飞机升至高空，然后以双人跳伞的回到地面，之后就能获得下一条线索。
绕道：湿--队伍要开车前往一座路边公园，然后游过布满蜘蛛和有毒植物的河流到达终点，就能获得下一条线索。
干--队伍要开车前往名叫“迷失都市”的地方,选择一根迪吉里杜管,然后根据空中的乐声，他们要找到与自己管上图案相同的原著民，之后原著民会教他们怎么吹，当两名队员都吹出了正确的音色，就能获得下一条线索。
附加任務：，
[AT1]：到达 Crocodylus Park后，队伍要涉水经过有鳄鱼的水潭，从而获取下一条线索。

### 第10段（澳大利亚 → 泰國）
- 達爾文市（達爾文國際機場）前往 泰國曼谷（廊曼國際機場）
- 曼谷 到　Lopburi
- Lopburi(Prang Sam Yot)[AT1]
- Pak Kret(Wat Sanam Nua Pier) 到 Ko Kret Island(Wat Poramaiyikawas Pier)
- Ko Kret Island（佛園）
- 曼谷（云石寺)

通行证：队伍要乘坐出租车前往一家餐厅，然后参加一项当地的课间活动--吃炸好蟋蟀，草蜢。第一只吃完的队伍，就可赢得通行证。
路障：一名队员要为里面的圣猴准备一道盛宴，完成后，要给圣猴享用，之后就能获得下一条线索。
绕道：移动--队伍要步行前往一家陶器厂，用传统方式将72个陶罐穿过拥挤的市场搬到码头。完成后就能获得下一条线索。
变身--队伍要前往一座寺庙，然后先布置神龛，之后再建给佛像贴上金箔。如果成品能让专家满意，就能获得下一条线索。
附加任务：
[AT1]:队伍在获得下一条线索的同时也会获得一封特别的线索，该线索是到中继站才能打开，如果里面的漫游精灵是金色的，就能获得该赛段的奖品。

### 第11段（泰國 → 日本）
- 大城府 (Royal Kraal)[AT1]
- 曼谷（廊曼国际机场）前往 日本東京（成田國際機場）
- 東京（涩谷）[AT2]
- 東京（忠犬八公雕像)
- 東京（Capsule Land Hotel）[AT3]
- 山梨縣富士吉田市（富士急高原乐园）
- 山中湖村（山中湖）

绕道：少女--队伍要乘出租车前往一座茶庄，然后抬一位少女走一段路前往茶师那里。让少女享受茶道后，就能获得下一条线索。
邮差--队伍要步行前往一座停车场，选两辆折叠自行车和两个各有一封邮件的袋子，然后骑上折叠自行车穿过繁忙的街道，将邮件送到指定的地点。完成后，队伍要骑车回到停车场获取下一条线索。
路障：一名队员要乘坐大摆锤，喷射飞车和过山车，但在进行的过程中他们要发现在一个机动游戏附近会有一个人举着写有地名的牌子。完成三项机动游戏后，队员要告诉经理他们所看到的。如果说对，就能获得下一条线索，如果说错，则要重新玩三项游戏，直到说对为止。
附加任務：
[AT1]:到达Royal Kraal后，里面的一头大象会交给队伍一部手机，里面就有下一条线索。
[AT2]:到达涩谷的十字路口后，队伍要在众多屏幕里找到暗指下一条线索的广告。
[AT3]:在Capsule Land Hotel，队伍要休息一晚。第二天从9：00开始每15分钟出发一队。

### 第12段（日本 → 美國）
- 東京(成田國際機場)前往 美國阿拉斯加州安克雷奇（安克雷奇國際機場）
- 安克雷奇(Mirror Lake)
- 安克雷奇 (Kincaid Park)[AT1]
- 安克雷奇（安克雷奇國際機場）前往　科罗拉多州丹佛（丹佛國際機場）
- Golden (Clear Creek History Park)[AT2]
- 莫里森（红岩露天剧场）

绕道：钻洞--队伍要在冰湖上钻10个用来钓鱼的洞，然后从岸边推一座棚屋到达洞口（棚屋至少能覆盖两个洞口）。一旦得到渔民的认可，就能获得下一条线索。
运送--队伍先将急救药品运上飞机然后利用地图指引驾驶员前往150英尺外飞机场.之后将急救药品运到急救站，在那里,医生会给出下一条线索。
路障：一名队员员要在众多国旗里，找到曾经他们到访过的国家国旗并排列正确．完成后,就可以与队友前往终点站．
附加任務：
[AT1]：到达Kincaid Park后，队伍要换上雪地靴，利用地图在公园里找到下一条线索．
[AT2]: 在Clear Creek History Park,队伍要搜索整个公园寻找下一条线索.

## 外部連結
- 第九季官方網站 （页面存档备份，存于）
- TARFlies times (Season 9) （页面存档备份，存于）
- The Early Show - 'Team Hippie' Takes 'Amazing Race 9' (with video interview) （页面存档备份，存于）